# Хроматида
Хроматида је уздужна половина метафазног хромозома. Пре него што се изврши репликација ДНК, хромозом има један молекул ДНК који се повезује са протеинима и награди једну хроматиду. После репликације хромозом добија још један потпуно идентичан молекул ДНК (хроматиду), захваљујући семиконзервативности репликације. 
Хроматиде могу бити:
- сестринске, то су хроматиде једног хромозома, његове уздужне половине спојене центромером;
- несестринске, то су међусобно хроматиде пара хомологих хромозома.

## Број хроматида у ћелији
Број хроматида је променљив у току ћелијског циклуса. Пошто се репликација дешава за време С фазе интерфазе ћелијског циклуса; хромозом се састоји од:
- једне хроматиде у периоду од анафазе митозе па до С фазе наредног ћелијског циклуса;
- две хроматиде од С фазе до анафазе митозе.

Посматрано на укупан број хромозома хумана телесна ћелија садржи:
- 46 хроматида, односно, онолико хроматида колико и хромозома, у периоду од анафазе митозе па до С фазе наредног ћелијског циклуса;
- 92 хроматиде, у периоду од С фазе интерфазе до анафазе митозе.

Другачије речено, у ћелији се пре деобе број хроматида дуплира да би се митозом равномерно поделиле новонасталим кћеркама ћелијама. веома је важно да новонастале ћелије добију исти генетички материјал као што је имала ћелија од које су настале.